# Carl Siegfred Ryder
Carl Siegfred Ryder (* 10. November 1859 in Kopenhagen; † 7. April 1921 in Hellerup) war ein dänischer Kaufmann.

## Leben
Carl Siegfred Ryder war der Sohn des wohlhabenden Kopenhagener Bäckers Peter Siegfred Ryder und dessen Frau Anna Marie Dorothea Huusmann. Sowohl väterlicherseits als auch mütterlicherseits war er ein Cousin des Polarforschers Carl Ryder (1858–1923). Er besuchte die Metropolitanskolen in der Hauptstadt. Nach seiner Konfirmation begann er eine Lehre beim Grossisten G. Halkier & Co. Nach der Ausbildung stieg er in der Firma auf und wurde zuletzt Prokurist. Nach einigen Jahren wurde er Direktor der Brauerei Carlsberg, bis er wegen einer Verwaltungsreform im Unternehmen ausschied. Nach einigen Jahren ohne nennenswerte Arbeit wurde er 1912 als Nachfolger von Oskar Wesche zum Handelsschef von Den Kongelige Grønlandske Handel ernannt, womit ihm die Leitung des Handels in Grönland oblag. Im Dezember 1920 wurde er in die Grønlandskommission zur Reform von Grønlands Styrelse berufen, starb aber nach nur fünf Monaten im April 1921 im Alter von 61 Jahren. Aus seiner Ehe mit Karen Hansine Henriette Schrøder († 1942) entstammte unter anderem der Sohn Paul B. Ryder (1892–1972), der Diplomat wurde.